# 竹入高
竹入 高（たけいり たかし、1902年12月9日 - 1943年11月21日）は東洋宣教会日本ホーリネス教会の牧師であり、ホーリネス弾圧事件が原因で殉教した人物である。

## 生涯
1902年(明治35年)に岡山県赤磐郡熊山に生まれる。1924年(大正13年)に奈良駅の駅員として勤務していた時に、日本ホーリネス教会の監督中田重治の長女、中田ムツの路傍伝道により求道を始める。1926年(大正15年)に聖書学院に入学する。
1928年(昭和3年)に聖書学院を卒業し、富山、豊橋、尾張一ノ宮、京都の牧師を歴任する。
1942年6月のホーリネス弾圧事件で京都西陣署に拘引される。10月に京都拘置所に移送される。1943年9月に病気のために保釈になる。しかし、11月に胸部疾患で亡くなった。
竹入の死後、長男と長女が伝道者になる。